# Фрасин (Сучава)
Фрасин (рум. Frasin) — город в Румынии в составе жудеца Сучава.

## История
В 1488 году господарь Молдавии Стефан III Великий даровал эти земли монастырю Воронец.
Долгое время это была обычная сельская местность. Лишь после того, как во второй половине XIX века в этих местах прошла железная дорога, здесь началась разработка лесных угодий. Сюда стали переезжать немцы, поляки и евреи, и в 1898 году предприниматель Адольф Лёви открыл здесь лесопилку.
В 2004 году Фрасин получил статус города.